# Красний (річка)
Кра́сний (Красношора, Красна) — річка в Українських Карпатах, у межах Тячівського району Закарпатської області. Права притока Тересви (басейн Тиси).

## Опис
Довжина 13 км, площа басейну 50,7 км². Похил річки 68 м/км. Річка типово гірська. Долина вузька і глибока, заліснена (крім пониззя). Річище слабозвивисте, порожисте.

## Розташування
Красний бере початок на північний захід від села Красна, при південних схилах гори Климова (масив Полонина Красна). Тече спершу на південь, у середній та нижній течії — на південний схід. Впадає до Тересви поруч з південною частиною села Красна.